# Barazón
Barazón (llamada oficialmente Santa María de Barazón) es una parroquia y una aldea española del municipio de Santiso, en la provincia de La Coruña, Galicia.

## Entidades de población
Entidades de población que forman parte de la parroquia:
- Barazón (Barazón Grande)
- Chorén

## Despoblado
- Medos

## Demografía

### Parroquia
| Gráfica de evolución demográfica de Barazón (parroquia) entre 2000 y 2019 |
|                                                                           |
| Datos según el nomenclátor publicado por el INE.                          |

### Aldea
| Gráfica de evolución demográfica de Barazón (lugar) entre 2000 y 2019 |
|                                                                       |
| Datos según el nomenclátor publicado por el INE.                      |